# Cmentarz żydowski w Warszawie (Aleksandrów)
Cmentarz żydowski w Aleksandrowie – cmentarz żydowski znajdujący się w Aleksandrowie, pomiędzy ulicą Podkowy w Warszawie i ulicą Sosnową w Emowie. Założony ok. 1935. Pierwotnie zajmował powierzchnię 2,7 ha. 
Był miejscem pochówku Żydów z Falenicy i okolic. Został zniszczony podczas działań wojennych w latach 1944−1945. Następnie zalesiony. Przetrwały tylko gruzy będące prawdopodobnie fragmentami nagrobków.